# Diocèse de Lamego

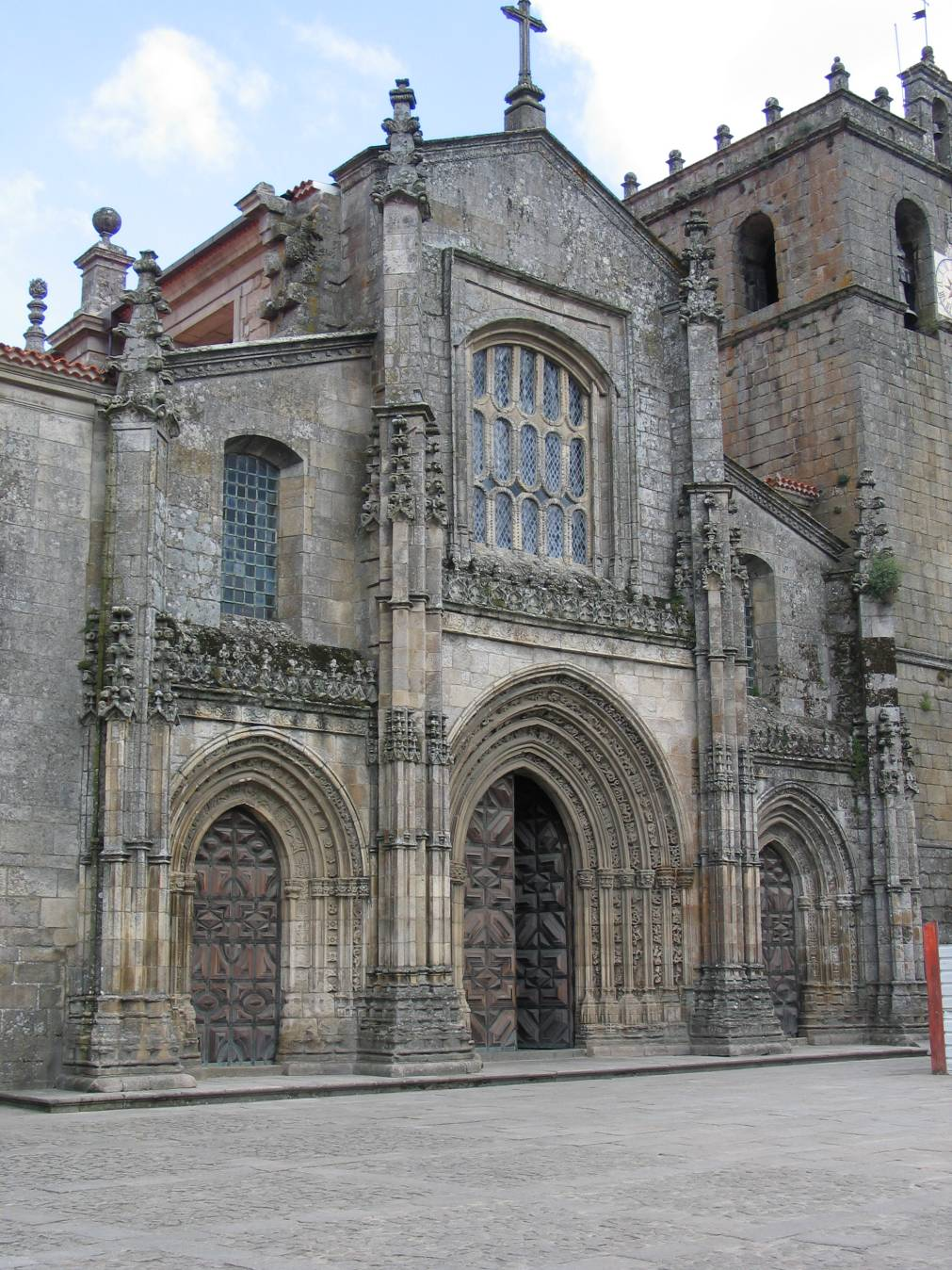
Cathédrale de Lamego.

Le diocèse de Lamego  est une circonscription ecclésiastique de l'Église catholique au Portugal. Son siège se situe dans la ville de Lamego. Créé au VIe siècle, il est suffragant de l'archidiocèse de Braga et s'étend sur 2 848 km2.